# Copa Italia (rugby)
La Coppa Italia en (italiano) antiguamente llamada Trofeo de Excelencia, es una competencia anual de rugby organizado por la Federazione Italiana Rugby y disputada entre clubes de Italia mediante el sistema de eliminación directa.

## Historia
La primera edición fue en la temporada 1966-67 y se llamó Coppa Italia, dicho nombre permaneció hasta la temporada 2009-10; la siguiente empleó la denominación actual.

## Campeonatos

### Coppa Italia
| Temporada | Campeón                            |                                    | Finalista                          |
| --------- | ---------------------------------- | ---------------------------------- | ---------------------------------- |
| 1966-67   | CUS Roma                           | 15-3                               | CUS Torino                         |
| 1967-68   | Rugby Fiamme Oro                   | 16-0                               | Rugby Partenope                    |
| 1968-69   | Rugby Fiamme Oro                   | 12-3                               | Rugby Bologna                      |
| 1969-70   | Rugby Treviso                      | 27-3                               | Rugby Catania                      |
| 1970-71   | Rugby Fiamme Oro                   | 9-6                                | Rugby Roma Olimpic                 |
| 1971-72   | Rugby Fiamme Oro                   | 26-12                              | CUS Genova                         |
| 1972-73   | Rugby L'Aquila                     | 13-6                               | Rugby Treviso                      |
| 1973-80   | no disputada                       | no disputada                       | no disputada                       |
| 1980-81   | Rugby L'Aquila                     | 25-22                              | Rugby Padova                       |
| 1981-82   | Rugby Padova                       | 12-9                               | Rugby L'Aquila                     |
| 1982-94   | no disputada                       | no disputada                       | no disputada                       |
| 1994-95   | Rugby Amatori Milano               | 27-17                              | Rugby Treviso                      |
| 1995-97   | no disputada                       | no disputada                       | no disputada                       |
| 1997-98   | Rugby Treviso                      | 21-16                              | Rugby Rovigo                       |
| 1998-99   | Rugby Roma Olimpic                 | 25-20                              | Rugby Calvisano                    |
| 1999-2000 | Rugby Viadana                      | 32-14                              | Rugby Piacenza                     |
| 2000-01   | Rugby Padova                       | 27-11                              | Rugby Gran Parma                   |
| 2001-02   | no disputada                       | no disputada                       | no disputada                       |
| 2002-03   | Rugby Viadana                      | 25-18                              | Rugby Calvisano                    |
| 2003-04   | Rugby Calvisano                    | 21-8                               | Rugby Viadana                      |
| 2004-05   | Rugby Treviso                      | 28-24                              | Rugby Viadana                      |
| 2005-06   | Rugby Parma                        | 28-13                              | Rugby Rovigo                       |
| 2006-07   | Rugby Viadana                      | 16-9                               | Rugby Calvisano                    |
| 2007-08   | Rugby Parma                        | 32-10                              | Rugby Padova                       |
| 2008-09   | Rugby Parma                        | 20-18                              | Rugby Venezia Mestre               |
| 2009-10   | Rugby Treviso                      | 9-8                                | Rugby Padova                       |
| 2010-11   | Rugby Roma Olimpic                 | 33-12                              | Rugby Mogliano                     |
| 2011-12   | Rugby Calvisano                    | 30-23                              | Rugby Lazio                        |
| 2012-13   | Rugby Viadana                      | 25-21                              | Rugby Lazio                        |
| 2013-14   | Rugby Fiamme Oro                   | 26-25                              | Rugby Rovigo                       |
| 2014-15   | Rugby Calvisano                    | 28-11                              | Rugby Mogliano                     |
| 2015-16   | Rugby Viadana                      | 22-15                              | Rugby Padova                       |
| 2016-17   | Rugby Viadana                      | 27-20                              | Rugby Fiamme Oro                   |
| 2017-18   | Rugby San Donà                     | 24-0                               | Rugby Fiamme Oro                   |
| 2018-19   | Rugby Reggio Emilia                | 32-10                              | Rugby Valsugana                    |
| 2019-20   | Rugby Rovigo                       | 10-3                               | Rugby Padova                       |
| 2020-21   | Cancelado por pandemia de COVID-19 | Cancelado por pandemia de COVID-19 | Cancelado por pandemia de COVID-19 |
| 2021-22   | Petrarca Padova                    | 23-11                              | Fiamme Oro                         |
| 2022-23   | Petrarca Padova                    | 51-42                              | Valorugby                          |
| 2023-24   | Mogliano Rugby                     | Liga                               | Rugby Lyons                        |
| 2024-25   | Rugby Rovigo                       | 28-24                              | Fiamme Oro                         |
| 2025-26   | A disputarse                       | A disputarse                       | A disputarse                       |

## Palmarés
| Equipo           | Región        | Títulos | Temporadas Campeón                                    |
| ---------------- | ------------- | ------- | ----------------------------------------------------- |
| Rugby Viadana    | Lombardía     | 6       | 1999-00, 2002-03, 2006-07, 2012-13, 2015-16, 2016-17. |
| Fiamme Oro Rugby | Lacio         | 5       | 1967-68, 1968-69, 1970-71, 1971-72, 2013-14.          |
| Petrarca Rugby   | Véneto        | 4       | 1981-82, 2000-01, 2021-22, 2022-23.                   |
| Benetton Treviso | Véneto        | 4       | 1969-70, 1997-98, 2004-05, 2009-10.                   |
| Rugby Calvisano  | Lombardia     | 3       | 2003-04, 2011-12, 2014-15.                            |
| Rugby Parma      | Emilia-Romaña | 3       | 2005-06, 2007-08, 2008-09.                            |
| L'Aquila Rugby   | Abruzos       | 2       | 1972-73, 1980-81.                                     |
| Rugby Roma       | Lacio         | 2       | 1998-99, 2010-11.                                     |
| Rugby Rovigo     | Véneto        | 1       | 2019-20, 2024-25.                                     |
| CUS Roma Rugby   | Lacio         | 1       | 1966-67.                                              |
| Amatori Milano   | Lombardía     | 1       | 1994-95.                                              |
| Rugby San Doná   | Véneto        | 1       | 2017-18.                                              |
| Reggio Emilia    | Emilia-Romaña | 1       | 2018-19.                                              |
| Mogliano Rugby   | Véneto        | 1       | 2023-24.                                              |